# Metier
Mit Metier (französisch métier [m]) ist im Allgemeinen ein Geschäft gemeint, das jemand betreibt oder versteht.
Es kann übersetzt werden mit den deutschen Begriffen Beruf, Handwerk, Gewerbe oder Tätigkeitsfeld. Da in Frankreich einige Berufe als hohe handwerkliche Kunstformen verstanden werden, die im Laufe der Zeit immer weiter perfektioniert wurden, wie bspw. die Haute Couture und Haute Cuisine, wird der Begriff oft auch im Zusammenhang mit künstlerischen Tätigkeiten verwendet. Dabei kommt zum Ausdruck, dass es sich um mehr als nur einen Beruf handelt, es spielt herein, dass jemand „sein Metier versteht“, eben ein Meister seines Faches ist. Außerdem wird Metier etwas weiter gefasst oft als Beruf oder den gesamten Fachbereich verstanden.
Im Allgemeinen vertritt die französische Handwerkskammer  die Interessen ihrer 250 Metiers.